# Frédéric Niedermayer
Pour les articles homonymes, voir Niedermayer.
Frédéric Niedermayer, né le 24 octobre 1968 à Paris, est un producteur de cinéma français, fondateur et gérant de la société Moby Dick Films.

## Biographie
Après avoir été l’assistant de Pierre Étaix au cirque Fratellini pendant plus de deux ans, Frédéric Niedermayer tombe amoureux du cinéma à la Cinémathèque française, notamment en suivant les cours de Jean Douchet. Il étudie ensuite à La Fémis et en sort diplômé du département production en 1998.
Il fonde alors la société Moby Dick Films, afin de produire les films de ses camarades d’école. Il commence son parcours avec Clément, le premier long-métrage d’Emmanuelle Bercot, remarqué en 2001 au Festival de Cannes dans la section Un Certain Regard. Il accompagne ensuite Emmanuel Mouret avec Vénus et Fleur, lui aussi présenté à Cannes en 2004. S’ensuit une collaboration fidèle, avec la production de l’ensemble des films d’Emmanuel Mouret.
A la tête de Moby Dick Films, il produit ou coproduit plus de 20 longs-métrages dont ceux d'Emmanuelle Bercot, Jean-Claude Brisseau ou, plus récemment, Jean Paul Civeyrac. Il reste également curieux de découvrir de nouveaux talents : en 2020, outre Les choses qu’on dit, les choses qu’on fait, il a également produit deux premiers films, L’Etreinte de Ludovic Bergery (en compétition au Festival du film francophone d'Angoulême) et Sous le ciel d’Alice de Chloé Mazlo (Prix du meilleur premier film français du Syndicat Français de la Critique Cinéma). Trois nouveaux films sont attendus pour 2022, dont le nouveau d’Emmanuel Mouret, Chronique d’une liaison passagère.

## Filmographie

### Années 2000
- 2003 : Clément de Emmanuelle Bercot
- 2004 : Vénus et Fleur de Emmanuel Mouret
- 2005 : Odessa… Odessa ! de Michale Boganim
- 2006 : Changement d’adresse de Emmanuel Mouret
- 2007 : Mon fils à moi de Martial Fougeron
- 2007 : Un baiser s’il vous plaît ! de Emmanuel Mouret
- 2009 : A l’aventure de Jean-Claude Brisseau
- 2009 : Fais-moi plaisir ! de Emmanuel Mouret

### Années 2010
- 2010 : Toutes les filles pleurent de Judith Godrèche
- 2010 : Belle épine de Rebecca Zlotowski (en coproduction)
- 2011 : L’art d’aimer de Emmanuel Mouret
- 2012 : Chercher le garçon de Dorothée Sebbagh (en coproduction)
- 2013 : Une autre vie de Emmanuel Mouret
- 2015 : Caprice de Emmanuel Mouret
- 2016 : Celui qu’on attendait de Serge Avédikian
- 2018 : Mes Provinciales de Jean Paul Civeyrac
- 2018 : Mademoiselle de Joncquières de Emmanuel Mouret

### Années 2020
- 2020 : Les choses qu’on dit, les choses qu’on fait de Emmanuel Mouret
- 2021 : L'Etreinte de Ludovic Bergery
- 2021 : Sous le ciel d’Alice de Chloé Mazlo
- 2022 : Tel Aviv - Beyrouth de Michale Boganim
- 2022 : Une femme de notre temps de Jean Paul Civeyrac
- 2022 : Chronique d'une liaison passagère de Emmanuel Mouret
- 2024 : Trois Amies d'Emmanuel Mouret
- 2025 : L'Homme qui a vu l'ours qui a vu l'homme de Pierre Richard

## Distinctions

### Nominations
- 2021 : César du meilleur film pour Les Choses qu'on dit, les choses qu'on fait